# Averill (hardware)
Averill è il nome in codice di una piattaforma hardware sviluppata da Intel per i sistemi in ambito professionale e arrivata sul mercato nel corso del 2006 e basata sul processore Pentium D Presler, evoluzione del core Smithfield, insieme al chipset Q965 (abbinato al southbridge ICH8).
Essa si affiancava alla piattaforma Bridge Creek, basata sugli stessi componenti, ma dedicata invece ai sistemi pensati all'ambito "home".
In generale Intel è solita creare delle intere piattaforme per i vari settori di mercato descrivendo l'abbinamento di processore, chipset e altri componenti che sono in grado di offrire un determinato set di tecnologie. Dato che alcune di queste sono specificatamente utili soprattutto in ambito professionale mentre in ambito domestico, spesso processori idendici si trovano alla base di piattaforme pensate per diversi settori del mercato in abbinamento a diversi chipset dotati di funzionalità specifiche.

## Evoluzione di Averill: vPro
Sebbene inizialmente basata sul processore Presler, Intel dichiarò che Averill avrebbe continuato ad esistere anche con il processore Core 2 Duo Conroe, ovvero con il successore del Pentium D Presler, in una sua forma rivista.
Tale aggiornamento della piattaforma Averill, chiamato in codice Averill Pro, prese il nome commerciale di vPro a partire dal mese di settembre 2006.
vPro permetteva ai PC desktop business di combinare le tecnologie active management (iAMT), di virtualizzazione (Vanderpool) e una maggiore efficienza energetica grazie ai processori di nuova generazione.